# Bomboka
 (octobre 2019).
Si vous disposez d'ouvrages ou d'articles de référence ou si vous connaissez des sites web de qualité traitant du thème abordé ici, merci de compléter l'article en donnant les références utiles à sa vérifiabilité et en les liant à la section « Notes et références ».
Bomboka est un prénom ou patronyme mongo, signifiant « route » ou « village abandonné ». Le nom se donne généralement à l'enfant né sur la route entre deux villages, le plus souvent lorsque les parents vont d'un village à l'autre et la mère doit accoucher sur la route.